# 格倫訥河 (默訥河支流)
51°28′57.77″N 8°23′21.91″E / 51.4827139°N 8.3894194°E

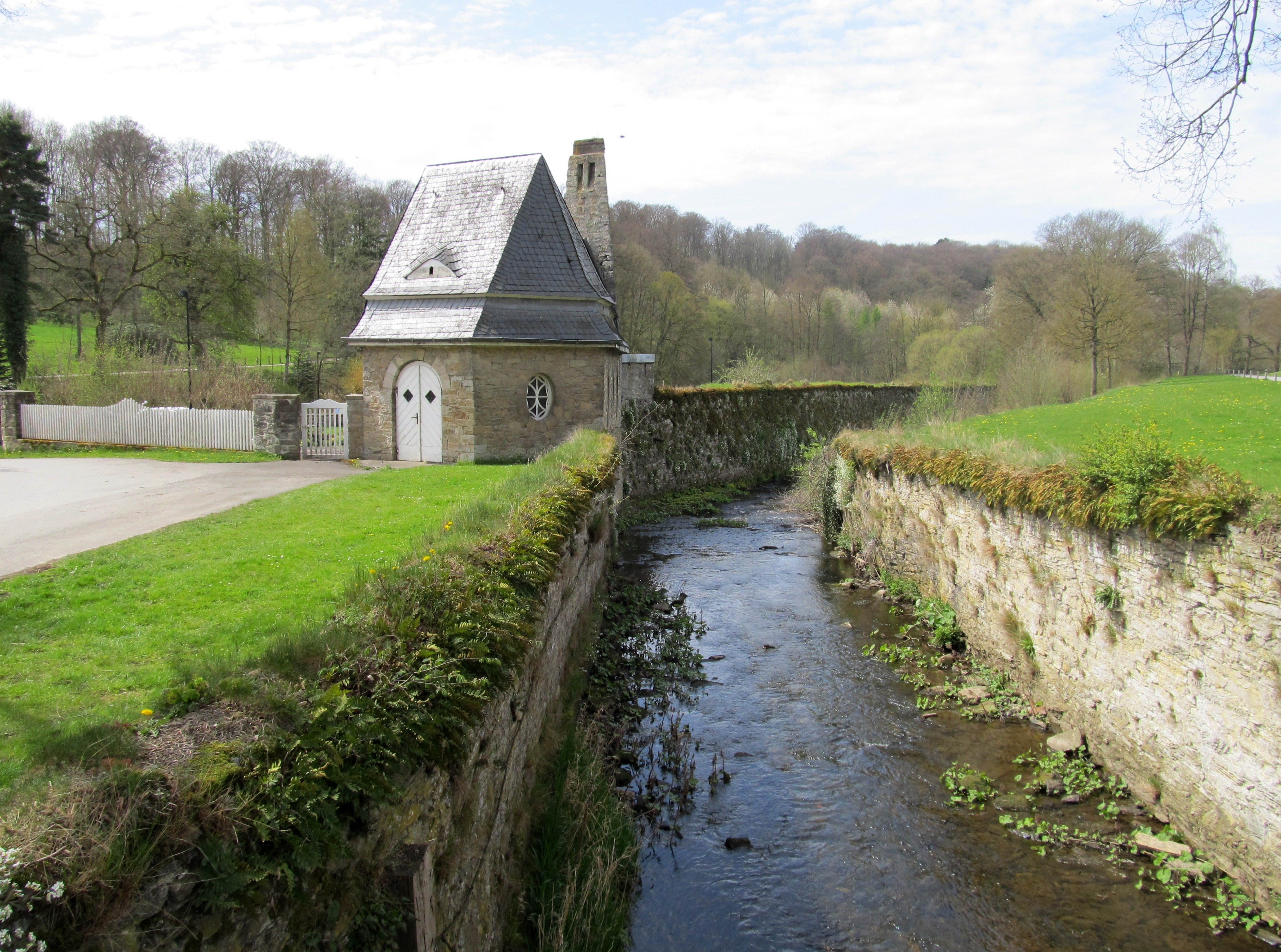
格倫訥河（默訥河支流）

格倫訥河（德語：Glenne），是德國的河流，位於該國西部，處於北萊茵-威斯特法倫州，屬於默訥河的左支流，河道全長17.1公里，流域面積67.3平方公里。